# Dechbetten

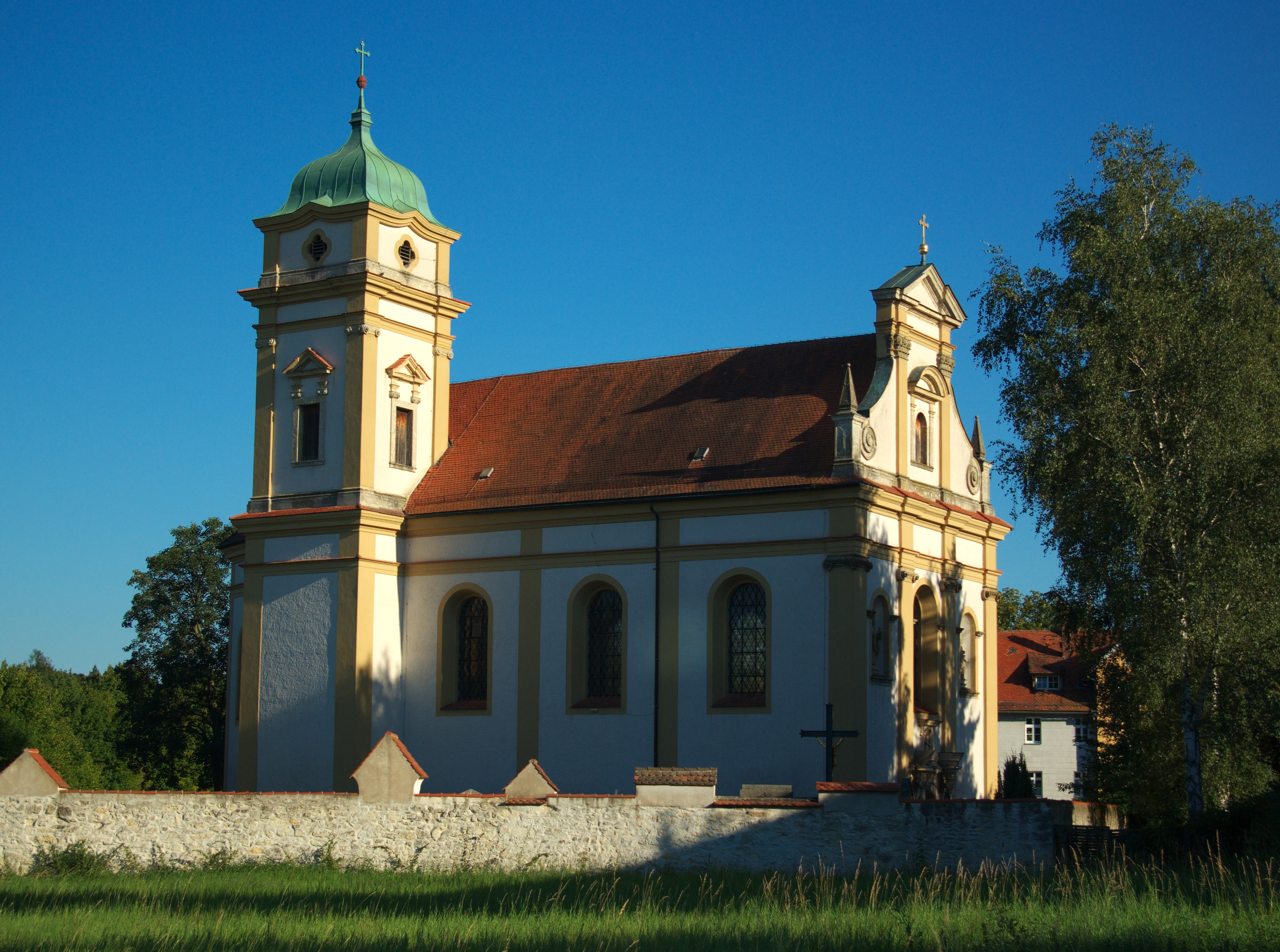
Wallfahrtskirche Mariä Himmelfahrt in Dechbetten

Dechbetten ist eine frühere Gemeinde im Landkreis Regensburg und gehört heute als Ortsteil zum Stadtbezirk 14 Großprüfening-Dechbetten-Königswiesen von Regensburg, der Hauptstadt des bayerischen Regierungsbezirks Oberpfalz.

## Geschichte
Dechbetten gehörte vom Mittelalter bis zur Säkularisation 1803 zum Hochstift Regensburg, dem weltlichen Herrschaftsbereich der Regensburger Bischöfe und war später Sitz einer geistlichen Hofmark. Mit dem Reichsdeputationshauptschluss von 1803 fiel der Ort zunächst an das Fürstentum Regensburg Karl Theodor von Dalbergs und nur sieben Jahre später, 1810, an Bayern. Ab 1818 gab es mit dem bayerischen Gemeindeedikt in der „Ruralgemeinde“ Dechbetten einen gewählten Gemeindevorsteher – später Bürgermeister genannt.

Am 1. April 1938 wurden die Gemeinden Großprüfening und Dechbetten mit Königswiesen in die Stadt Regensburg eingemeindet. Der Stadtbezirk 14 Großprüfening-Dechbetten-Königswiesen hat eine Fläche von 3,51 km² und 7.920 Einwohner. Unterbezirke sind Königswiesen-Nord und Dechbetten-Großprüfening. 

## Kirchen
In Dechbetten steht die Filial- und Wallfahrtskirche Mariä Himmelfahrt. Seit 1266 war für die Kirche von Dechbetten das Kloster St. Emmeram in Regensburg zuständig gewesen, ab 1805 dann die aus dem Kloster Prüfening hervorgegangene Pfarrei in Großprüfening.

## Wirtschaft
In der Friedrich-Zeche in Dechbetten werden seit 1903 Braunkohle und Ton abgebaut, zunächst im Untertagebau, dann im Tagebau. Neben Braunkohle und Ton werden inzwischen auch Gesteine, Sande und Erden abgebaut sowie Erdaushub und Bauschutt eingelagert. Eine Abbaugenehmigung liegt bis 2029 vor. Die nahe gelegene Ziegelei war bis 1997 in Betrieb. Die Braunkohle wurde als Zuschlagstoff für die Ziegelherstellung und als Brennstoff verwendet. Die Braunkohle wird heute auch als Bodensubstrat als Alternative zu Rindenmulch vermarktet.